# Ferula orbicularis
Ferula orbicularis là một loài thực vật có hoa trong họ Hoa tán. Loài này được Post ex Beauverd & Zohary mô tả khoa học đầu tiên năm 1941.